# Liste der Nummer-eins-Hits in Spanien (2019)
Diese Liste der Nummer-eins-Hits in Spanien im Jahr 2019 basiert auf den offiziellen Charts (Top 100 Canciones + Streaming und Top 100 Álbumes) der Productores de Música de España (Promusicae), der spanischen Landesgruppe der IFPI.

## Singles
| ← 2018 ← | Liste der Nummer-eins-Hits in Spanien | Liste der Nummer-eins-Hits in Spanien                   | Liste der Nummer-eins-Hits in Spanien | 2020 →                    |
| \| Zeitraum \| Wo. ges. \| Interpret \| Titel Autor(en) \| Zusätzliche Informationen \| \| (Zeitraum, Wochen auf Platz eins, Interpret, Titel, Autor[en], zusätzliche Informationen) \| \| \| \| \| \| ----------------------------------------------------------------------------------------- \| -------- \| ------------------------------------------------------- \| --------------------------------------------------------------------------------------------------------------------------------------------------------------------------------------------------------------------------------------------------------------------------------------------------------------------------------------------------------------------------------- \| ------------------------- \| \| 7. Dezember 2018 – 17. Januar 2019 6 Wochen (insgesamt 8) \| 8 \| Paulo Londra \| Adán y Eva Cristian Salazar, OvyOnTheDrums, Paulo Ezequiel Londra \| – \| \| 18. Januar 2019 – 7. Februar 2019 3 Wochen \| 3 \| Anuel AA & Karol G \| Secreto Anuel AA, Ezequiel Rivera, Henry De la Prida, Karol G \| – \| \| 8. Februar 2019 – 7. März 2019 4 Wochen \| 4 \| Daddy Yankee feat. Snow \| Con calma Ramón Ayala, Darrin O'Brien, Juan Rivera \| – \| \| 8. März 2019 – 28. März 2019 3 Wochen \| 3 \| Don Patricio feat. Cruz Cafuné \| Contando lunares Patricio Martín Díaz \| – \| \| 29. März 2019 – 9. Mai 2019 6 Wochen \| 6 \| Rosalía, J Balvin & El Guincho \| Con altura Rosalía Vila, José Álvaro Osorio Balvín, Pablo Díaz-Reixa, Alejandro Ramírez, Frank Dukes, Mariachi Budda \| – \| \| 10. Mai 2019 – 23. Mai 2019 2 Wochen \| 2 \| Lunay, Daddy Yankee & Bad Bunny \| Soltera (Remix) Benito A. Martínez, Carlos E. Ortiz, Jefnier Osorio Moreno, Jorge Echevarría, Juan G. Rivera, Luis E. Ortiz, Nino Karlo Segarra, Ramón L. Ayala \| – \| \| 24. Mai 2019 – 30. Mai 2019 1 Woche \| 1 \| Sech & Darell \| Otro trago Carlos Isaias, Morales Williams, Darell Castro \| – \| \| 31. Mai 2019 – 6. Juni 2019 1 Woche \| 1 \| Rosalía \| Aute cuture Rosalía Vila, Leticia Sala, Pablo Díaz-Reixa \| – \| \| 7. Juni 2019 – 4. Juli 2019 4 Wochen (insgesamt 5) \| 5 \| Bad Bunny & Tainy \| Callaíta Benito Martinez \| – \| \| 5. Juli 2019 – 11. Juli 2019 1 Woche \| 1 \| Rosalía \| Milionària Rosalía Vila Tobella, Pablo Díaz-Reixa \| – \| \| 12. Juli 2019 – 18. Juli 2019 1 Woche (insgesamt 5) \| 5 \| Bad Bunny & Tainy \| Callaíta Benito Martinez \| – \| \| 19. Juli 2019 – 22. August 2019 5 Wochen (insgesamt 9) \| 9 \| Anuel AA, Daddy Yankee & Karol G feat. J Balvin & Ozuna \| China Brian Derek Thompson, Rickardo George Ducent, Orville Burrell, Ramón Luis Ayala, Marcos Masis, Shaun Pizzonia, Harold Ray Brown, Morris Dewayne Dickerson, Le Roy Jordan, Howard E. Scott, José Álvaro Osorio Balvin, Juan G. Rivera Vazquez, Carolina Giraldo, Emmanuel Gazmey, Jan Carlos Ozuna Rosado, Lee Oskar Levitin, Thomas Sylvester Allen, Charles William Miller \| – \| \| 23. August 2019 – 26. September 2019 5 Wochen \| 5 \| Rosalía & Ozuna \| Yo x Ti, Tu x Mi Juan Carlos Ozuna, Pablo Díaz-Reixa, Rosalía Vila \| – \| \| 27. September 2019 – 24. Oktober 2019 4 Wochen (insgesamt 9) \| 9 \| Anuel AA, Daddy Yankee & Karol G feat. J Balvin & Ozuna \| China Brian Derek Thompson, Rickardo George Ducent, Orville Burrell, Ramón Luis Ayala, Marcos Masis, Shaun Pizzonia, Harold Ray Brown, Morris Dewayne Dickerson, Le Roy Jordan, Howard E. Scott, José Álvaro Osorio Balvin, Juan G. Rivera Vazquez, Carolina Giraldo, Emmanuel Gazmey, Jan Carlos Ozuna Rosado, Lee Oskar Levitin, Thomas Sylvester Allen, Charles William Miller \| – \| \| 25. Oktober 2019 – 28. November 2019 5 Wochen \| 5 \| Omar Montes & Bad Gyal \| Alocao Alba Farelo i Sole, Jesus Gascon Santana, Omar Ismael Montes, Carlos José Montado \| – \| \| 29. November 2019 – 19. März 2020 16 Wochen \| 16 \| Karol G & Nicki Minaj \| Tusa Kevyn Mauricio Cruz Moreno, Carolina Giraldo Navarro, Onika Tanya Maraj, Daniel Echavarria Oviedo \| – \| |                                       |                                                         | |                           |
| ← 2018 |                                       |                                                         | | → 2020 →                  |
| Zeitraum | Wo. ges.                              | Interpret                                               | Titel Autor(en) | Zusätzliche Informationen |
| (Zeitraum, Wochen auf Platz eins, Interpret, Titel, Autor[en], zusätzliche Informationen) |                                       |                                                         | |                           |
| 7. Dezember 2018 – 17. Januar 2019 6 Wochen (insgesamt 8) | 8                                     | Paulo Londra                                            | Adán y Eva Cristian Salazar, OvyOnTheDrums, Paulo Ezequiel Londra | –                         |
| 18. Januar 2019 – 7. Februar 2019 3 Wochen | 3                                     | Anuel AA & Karol G                                      | Secreto Anuel AA, Ezequiel Rivera, Henry De la Prida, Karol G | –                         |
| 8. Februar 2019 – 7. März 2019 4 Wochen | 4                                     | Daddy Yankee feat. Snow                                 | Con calma Ramón Ayala, Darrin O'Brien, Juan Rivera | –                         |
| 8. März 2019 – 28. März 2019 3 Wochen | 3                                     | Don Patricio feat. Cruz Cafuné                          | Contando lunares Patricio Martín Díaz | –                         |
| 29. März 2019 – 9. Mai 2019 6 Wochen | 6                                     | Rosalía, J Balvin & El Guincho                          | Con altura Rosalía Vila, José Álvaro Osorio Balvín, Pablo Díaz-Reixa, Alejandro Ramírez, Frank Dukes, Mariachi Budda | –                         |
| 10. Mai 2019 – 23. Mai 2019 2 Wochen | 2                                     | Lunay, Daddy Yankee & Bad Bunny                         | Soltera (Remix) Benito A. Martínez, Carlos E. Ortiz, Jefnier Osorio Moreno, Jorge Echevarría, Juan G. Rivera, Luis E. Ortiz, Nino Karlo Segarra, Ramón L. Ayala | –                         |
| 24. Mai 2019 – 30. Mai 2019 1 Woche | 1                                     | Sech & Darell                                           | Otro trago Carlos Isaias, Morales Williams, Darell Castro | –                         |
| 31. Mai 2019 – 6. Juni 2019 1 Woche | 1                                     | Rosalía                                                 | Aute cuture Rosalía Vila, Leticia Sala, Pablo Díaz-Reixa | –                         |
| 7. Juni 2019 – 4. Juli 2019 4 Wochen (insgesamt 5) | 5                                     | Bad Bunny & Tainy                                       | Callaíta Benito Martinez | –                         |
| 5. Juli 2019 – 11. Juli 2019 1 Woche | 1                                     | Rosalía                                                 | Milionària Rosalía Vila Tobella, Pablo Díaz-Reixa | –                         |
| 12. Juli 2019 – 18. Juli 2019 1 Woche (insgesamt 5) | 5                                     | Bad Bunny & Tainy                                       | Callaíta Benito Martinez | –                         |
| 19. Juli 2019 – 22. August 2019 5 Wochen (insgesamt 9) | 9                                     | Anuel AA, Daddy Yankee & Karol G feat. J Balvin & Ozuna | China Brian Derek Thompson, Rickardo George Ducent, Orville Burrell, Ramón Luis Ayala, Marcos Masis, Shaun Pizzonia, Harold Ray Brown, Morris Dewayne Dickerson, Le Roy Jordan, Howard E. Scott, José Álvaro Osorio Balvin, Juan G. Rivera Vazquez, Carolina Giraldo, Emmanuel Gazmey, Jan Carlos Ozuna Rosado, Lee Oskar Levitin, Thomas Sylvester Allen, Charles William Miller | –                         |
| 23. August 2019 – 26. September 2019 5 Wochen | 5                                     | Rosalía & Ozuna                                         | Yo x Ti, Tu x Mi Juan Carlos Ozuna, Pablo Díaz-Reixa, Rosalía Vila | –                         |
| 27. September 2019 – 24. Oktober 2019 4 Wochen (insgesamt 9) | 9                                     | Anuel AA, Daddy Yankee & Karol G feat. J Balvin & Ozuna | China Brian Derek Thompson, Rickardo George Ducent, Orville Burrell, Ramón Luis Ayala, Marcos Masis, Shaun Pizzonia, Harold Ray Brown, Morris Dewayne Dickerson, Le Roy Jordan, Howard E. Scott, José Álvaro Osorio Balvin, Juan G. Rivera Vazquez, Carolina Giraldo, Emmanuel Gazmey, Jan Carlos Ozuna Rosado, Lee Oskar Levitin, Thomas Sylvester Allen, Charles William Miller | –                         |
| 25. Oktober 2019 – 28. November 2019 5 Wochen | 5                                     | Omar Montes & Bad Gyal                                  | Alocao Alba Farelo i Sole, Jesus Gascon Santana, Omar Ismael Montes, Carlos José Montado | –                         |
| 29. November 2019 – 19. März 2020 16 Wochen | 16                                    | Karol G & Nicki Minaj                                   | Tusa Kevyn Mauricio Cruz Moreno, Carolina Giraldo Navarro, Onika Tanya Maraj, Daniel Echavarria Oviedo | –                         |

## Alben
| ← 2018 ← | Liste der Nummer-eins-Hits in Spanien | Liste der Nummer-eins-Hits in Spanien | Liste der Nummer-eins-Hits in Spanien       | 2020 →                    |
| \| Zeitraum \| Wo. ges. \| Interpret \| Titel \| Zusätzliche Informationen \| \| (Zeitraum, Wochen auf Platz eins, Interpret, Titel, zusätzliche Informationen) \| \| \| \| \| \| ------------------------------------------------------------------------------ \| -------- \| -------------------------- \| ------------------------------------------- \| ------------------------- \| \| 7. Dezember 2018 – 17. Januar 2019 6 Wochen (insgesamt 7) \| 7 \| Manuel Carrasco \| La cruz del mapa \| – \| \| 18. Januar 2019 – 24. Januar 2019 1 Woche \| 1 \| Rayden \| Sinónimo \| – \| \| 25. Januar 2019 – 31. Januar 2019 1 Woche \| 1 \| Alba Reche \| Sus Canciones \| – \| \| 1. Februar 2019 – 7. Februar 2019 1 Woche \| 1 \| Luis Fonsi \| Vida \| – \| \| 8. Februar 2019 – 14. Februar 2019 1 Woche \| 1 \| Bustamante \| Héroes en Tiempos de Guerra \| – \| \| 15. Februar 2019 – 21. Februar 2019 1 Woche \| 1 \| Fangoria \| Extrapolaciones y dos preguntas 1989–2000 \| – \| \| 22. Februar 2019 – 28. Februar 2019 1 Woche \| 1 \| (Verschiedene Interpreten) \| Operación Triunfo 2018: Lo Mejor 2ª Parte \| – \| \| 1. März 2019 – 7. März 2019 1 Woche \| 1 \| Miss Caffeina \| Oh Long Johnson \| – \| \| 8. März 2019 – 14. März 2019 1 Woche \| 1 \| Mägo de Oz \| Ira Dei \| – \| \| 15. März 2019 – 21. März 2019 1 Woche \| 1 \| Camela \| Rebobinando (25 años) \| – \| \| 22. März 2019 – 4. April 2019 2 Wochen \| 2 \| Leiva \| Nuclear \| – \| \| 5. April 2019 – 11. April 2019 1 Woche (insgesamt 8) \| 8 \| Alejandro Sanz \| #ElDisco \| – \| \| 12. April 2019 – 18. April 2019 1 Woche \| 1 \| Marea \| El azogue \| – \| \| 19. April 2019 – 9. Mai 2019 3 Wochen (insgesamt 8) \| 8 \| Alejandro Sanz \| #ElDisco \| – \| \| 10. Mai 2019 – 16. Mai 2019 1 Woche \| 1 \| La Polla Records \| Ni descanso, ni paz! \| – \| \| 17. Mai 2019 – 23. Mai 2019 1 Woche \| 1 \| Lola Indigo \| Akelarre \| – \| \| 24. Mai 2019 – 6. Juni 2019 2 Wochen (insgesamt 8) \| 8 \| Alejandro Sanz \| #ElDisco \| – \| \| 7. Juni 2019 – 13. Juni 2019 1 Woche (insgesamt 2) \| 2 \| Aitana \| Spoiler \| – \| \| 14. Juni 2019 – 20. Juni 2019 1 Woche \| 1 \| Bruce Springsteen \| Western Stars \| – \| \| 21. Juni 2019 – 4. Juli 2019 2 Wochen \| 2 \| Natalia Lacunza \| Otras alas \| – \| \| 5. Juli 2019 – 11. Juli 2019 1 Woche \| 1 \| Pablo López \| Tour Santa Libertad \| – \| \| 12. Juli 2019 – 18. Juli 2019 1 Woche \| 1 \| Ed Sheeran \| No.6 Collaborations Project \| – \| \| 19. Juli 2019 – 25. Juli 2019 1 Woche (insgesamt 2) \| 2 \| Aitana \| Spoiler \| – \| \| 26. Juli 2019 – 8. August 2019 2 Wochen \| 2 \| BTS \| BTS World: Original Soundtrack \| – \| \| 9. August 2019 – 15. August 2019 1 Woche \| 1 \| Slipknot \| We Are Not Your Kind \| – \| \| 16. August 2019 – 22. August 2019 1 Woche (insgesamt 8) \| 8 \| Alejandro Sanz \| #ElDisco \| – \| \| 23. August 2019 – 29. August 2019 1 Woche \| 1 \| Taylor Swift \| Lover \| – \| \| 30. August 2019 – 5. September 2019 1 Woche \| 1 \| Martina D'Antiochia \| Emociones \| – \| \| 6. September 2019 – 12. September 2019 1 Woche \| 1 \| Amaral \| Saito al Color \| – \| \| 13. September 2019 – 19. September 2019 1 Woche \| 1 \| Miki Núñez \| Amuza \| – \| \| 20. September 2019 – 26. September 2019 1 Woche \| 1 \| Amaia \| Pero No Pasa Nada \| – \| \| 27. September 2019 – 3. Oktober 2019 1 Woche \| 1 \| The Beatles \| Abbey Road: 50 Anniversario \| – \| \| 4. Oktober 2019 – 10. Oktober 2019 1 Woche \| 1 \| Manel \| Per La Bona Gent \| – \| \| 11. Oktober 2019 – 17. Oktober 2019 1 Woche \| 1 \| Mónica Naranjo \| Mes Excentricités, Vol. 1 \| – \| \| 18. Oktober 2019 – 24. Oktober 2019 1 Woche \| 1 \| Estopa \| Fuego \| – \| \| 25. Oktober 2019 – 7. November 2019 2 Wochen \| 2 \| El Barrio \| El Danzar de las Mariposas \| – \| \| 8. November 2019 – 14. November 2019 1 Woche \| 1 \| Antonio José \| Antidoto \| – \| \| 15. November 2019 – 21. November 2019 1 Woche \| 1 \| Mónica Naranjo \| Renaissance \| – \| \| 22. November 2019 – 28. November 2019 1 Woche (insgesamt 7) \| 7 \| Manuel Carrasco \| La cruz del mapa \| – \| \| 29. November 2019 – 5. Dezember 2019 1 Woche \| 1 \| Melendi \| 10:20:40 \| – \| \| 6. Dezember 2019 – 12. Dezember 2019 1 Woche (insgesamt 8) \| 8 \| Alejandro Sanz \| #ElDisco \| – \| \| 13. Dezember 2019 – 2. Januar 2020 3 Wochen \| 3 \| (Verschiedene Interpreten) \| Tributo a Sabina: Ni tan joven ni tan viejo \| – \| |                                       |                                       |                                             |                           |
| ← 2018 |                                       |                                       |                                             | → 2020 →                  |
| Zeitraum | Wo. ges.                              | Interpret                             | Titel                                       | Zusätzliche Informationen |
| (Zeitraum, Wochen auf Platz eins, Interpret, Titel, zusätzliche Informationen) |                                       |                                       |                                             |                           |
| 7. Dezember 2018 – 17. Januar 2019 6 Wochen (insgesamt 7) | 7                                     | Manuel Carrasco                       | La cruz del mapa                            | –                         |
| 18. Januar 2019 – 24. Januar 2019 1 Woche | 1                                     | Rayden                                | Sinónimo                                    | –                         |
| 25. Januar 2019 – 31. Januar 2019 1 Woche | 1                                     | Alba Reche                            | Sus Canciones                               | –                         |
| 1. Februar 2019 – 7. Februar 2019 1 Woche | 1                                     | Luis Fonsi                            | Vida                                        | –                         |
| 8. Februar 2019 – 14. Februar 2019 1 Woche | 1                                     | Bustamante                            | Héroes en Tiempos de Guerra                 | –                         |
| 15. Februar 2019 – 21. Februar 2019 1 Woche | 1                                     | Fangoria                              | Extrapolaciones y dos preguntas 1989–2000   | –                         |
| 22. Februar 2019 – 28. Februar 2019 1 Woche | 1                                     | (Verschiedene Interpreten)            | Operación Triunfo 2018: Lo Mejor 2ª Parte   | –                         |
| 1. März 2019 – 7. März 2019 1 Woche | 1                                     | Miss Caffeina                         | Oh Long Johnson                             | –                         |
| 8. März 2019 – 14. März 2019 1 Woche | 1                                     | Mägo de Oz                            | Ira Dei                                     | –                         |
| 15. März 2019 – 21. März 2019 1 Woche | 1                                     | Camela                                | Rebobinando (25 años)                       | –                         |
| 22. März 2019 – 4. April 2019 2 Wochen | 2                                     | Leiva                                 | Nuclear                                     | –                         |
| 5. April 2019 – 11. April 2019 1 Woche (insgesamt 8) | 8                                     | Alejandro Sanz                        | #ElDisco                                    | –                         |
| 12. April 2019 – 18. April 2019 1 Woche | 1                                     | Marea                                 | El azogue                                   | –                         |
| 19. April 2019 – 9. Mai 2019 3 Wochen (insgesamt 8) | 8                                     | Alejandro Sanz                        | #ElDisco                                    | –                         |
| 10. Mai 2019 – 16. Mai 2019 1 Woche | 1                                     | La Polla Records                      | Ni descanso, ni paz!                        | –                         |
| 17. Mai 2019 – 23. Mai 2019 1 Woche | 1                                     | Lola Indigo                           | Akelarre                                    | –                         |
| 24. Mai 2019 – 6. Juni 2019 2 Wochen (insgesamt 8) | 8                                     | Alejandro Sanz                        | #ElDisco                                    | –                         |
| 7. Juni 2019 – 13. Juni 2019 1 Woche (insgesamt 2) | 2                                     | Aitana                                | Spoiler                                     | –                         |
| 14. Juni 2019 – 20. Juni 2019 1 Woche | 1                                     | Bruce Springsteen                     | Western Stars                               | –                         |
| 21. Juni 2019 – 4. Juli 2019 2 Wochen | 2                                     | Natalia Lacunza                       | Otras alas                                  | –                         |
| 5. Juli 2019 – 11. Juli 2019 1 Woche | 1                                     | Pablo López                           | Tour Santa Libertad                         | –                         |
| 12. Juli 2019 – 18. Juli 2019 1 Woche | 1                                     | Ed Sheeran                            | No.6 Collaborations Project                 | –                         |
| 19. Juli 2019 – 25. Juli 2019 1 Woche (insgesamt 2) | 2                                     | Aitana                                | Spoiler                                     | –                         |
| 26. Juli 2019 – 8. August 2019 2 Wochen | 2                                     | BTS                                   | BTS World: Original Soundtrack              | –                         |
| 9. August 2019 – 15. August 2019 1 Woche | 1                                     | Slipknot                              | We Are Not Your Kind                        | –                         |
| 16. August 2019 – 22. August 2019 1 Woche (insgesamt 8) | 8                                     | Alejandro Sanz                        | #ElDisco                                    | –                         |
| 23. August 2019 – 29. August 2019 1 Woche | 1                                     | Taylor Swift                          | Lover                                       | –                         |
| 30. August 2019 – 5. September 2019 1 Woche | 1                                     | Martina D'Antiochia                   | Emociones                                   | –                         |
| 6. September 2019 – 12. September 2019 1 Woche | 1                                     | Amaral                                | Saito al Color                              | –                         |
| 13. September 2019 – 19. September 2019 1 Woche | 1                                     | Miki Núñez                            | Amuza                                       | –                         |
| 20. September 2019 – 26. September 2019 1 Woche | 1                                     | Amaia                                 | Pero No Pasa Nada                           | –                         |
| 27. September 2019 – 3. Oktober 2019 1 Woche | 1                                     | The Beatles                           | Abbey Road: 50 Anniversario                 | –                         |
| 4. Oktober 2019 – 10. Oktober 2019 1 Woche | 1                                     | Manel                                 | Per La Bona Gent                            | –                         |
| 11. Oktober 2019 – 17. Oktober 2019 1 Woche | 1                                     | Mónica Naranjo                        | Mes Excentricités, Vol. 1                   | –                         |
| 18. Oktober 2019 – 24. Oktober 2019 1 Woche | 1                                     | Estopa                                | Fuego                                       | –                         |
| 25. Oktober 2019 – 7. November 2019 2 Wochen | 2                                     | El Barrio                             | El Danzar de las Mariposas                  | –                         |
| 8. November 2019 – 14. November 2019 1 Woche | 1                                     | Antonio José                          | Antidoto                                    | –                         |
| 15. November 2019 – 21. November 2019 1 Woche | 1                                     | Mónica Naranjo                        | Renaissance                                 | –                         |
| 22. November 2019 – 28. November 2019 1 Woche (insgesamt 7) | 7                                     | Manuel Carrasco                       | La cruz del mapa                            | –                         |
| 29. November 2019 – 5. Dezember 2019 1 Woche | 1                                     | Melendi                               | 10:20:40                                    | –                         |
| 6. Dezember 2019 – 12. Dezember 2019 1 Woche (insgesamt 8) | 8                                     | Alejandro Sanz                        | #ElDisco                                    | –                         |
| 13. Dezember 2019 – 2. Januar 2020 3 Wochen | 3                                     | (Verschiedene Interpreten)            | Tributo a Sabina: Ni tan joven ni tan viejo | –                         |